# Train (niezidentyfikowany dźwięk)
Train – nazwa, którą określony został dźwięk zarejestrowany 5 marca 1997 w rejonie równikowym Oceanu Spokojnego przez były system wojskowy SOSUS. Częstotliwość odebranego dźwięku wzrasta do prawie stałego poziomu. Według amerykańskiej agencji NOAA, źródłem tego zjawiska są duże góry lodowe zlokalizowane na Morzu Rossa w okolicy przylądka Adare.
Innymi znanymi przykładami dźwięków niewiadomego pochodzenia są Bloop, Slow Down i Upsweep.